# Galvė
Il lago Galvė (in lituano Galvė ežeras) è un lago della Lituania situato nei pressi della città di Trakai, a circa 22 km a ovest della capitale Vilnius.

## Descrizione

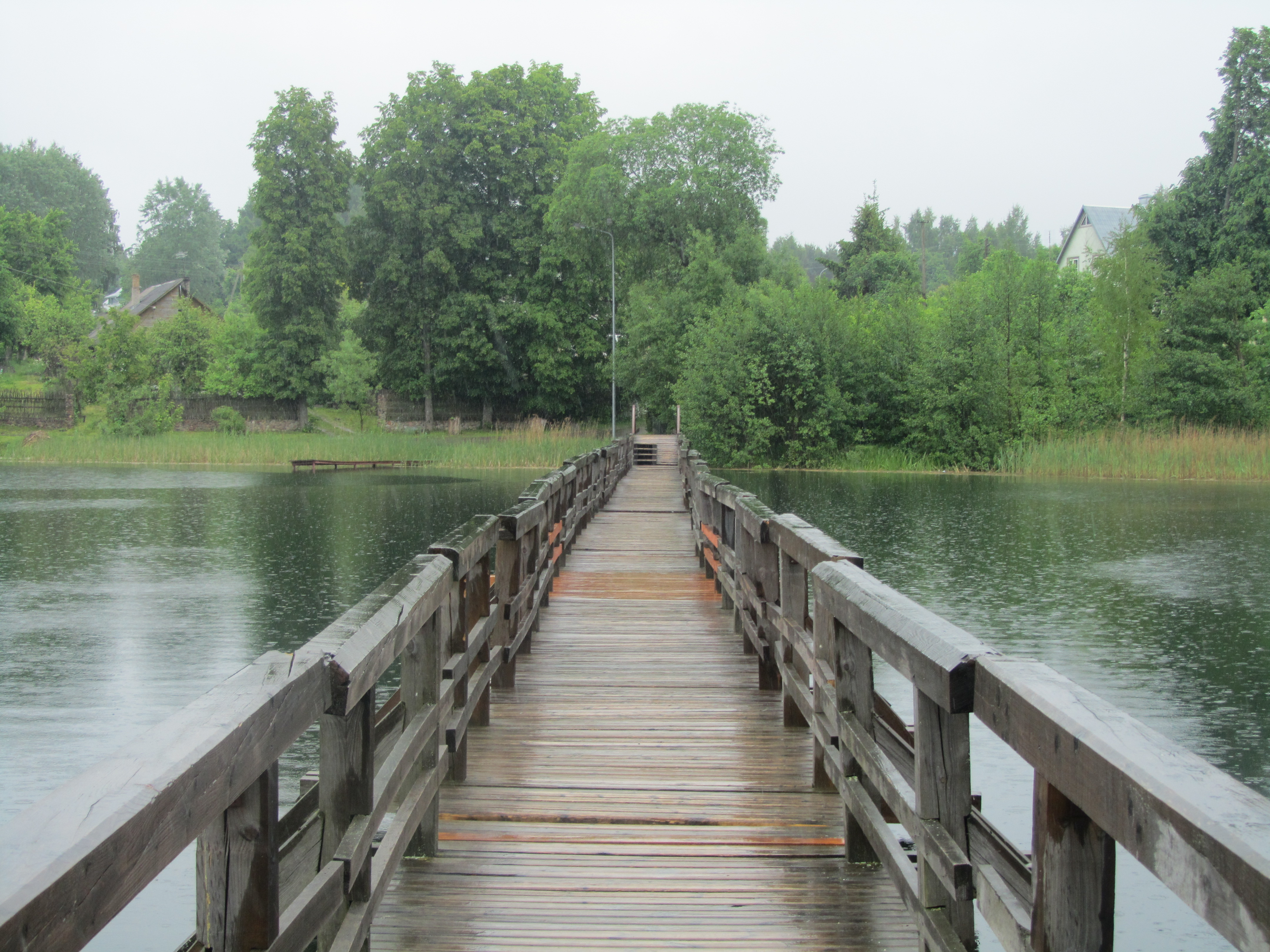
Uno dei ponti sul lago.

Il lago, che si estende per 3,61 km² è relativamente poco profondo (in media 13,6 m), adagiato tra file di colline parallele modellate dall'attività glaciale. Il profilo del lago è piuttosto tortuoso e sviluppa circa 13,5 km di coste (20,1 km se si considerano anche le isole).
Nel lago sorgono 21 isole generalmente basse e folte di alberi, per una superficie complessiva di 15,15 ettari, situate prevalentemente nella parte meridionale del lago. Su una di queste sorge il castello di Trakai risalente al XIV secolo, quando Trakai era capitale del Granducato di Lituania. Il vecchio castello della penisola di Trakai sorge invece sulla sponda meridionale dell'isola, all'estremità dell'antico insediamento di Senieji Trakai ("vecchia Trakai" in lituano).
Oltre al borgo di Senieji Trakai, altri insediamenti sorgono nei pressi del lago: Bražuolė e Totoriškės si trovano sulla sponda settentrionale del lago, il villaggio di Varnikai sorge su quella sud-orientale.
A sud il lago è collegato ai laghi Luka e Totoriškių con dei canali, mentre ad est comunica con il lago Skaistis. Due corsi d'acqua minori si immettono nel lago Galvė che appartiene al sistema fluviale del fiume Saidė, affluente del Neris.
Il lago è ricco di pesci, soprattutto rutili.
La superficie del lago è interamente compresa all'interno del parco nazionale storico di Trakai, istituito nel 1992 a tutela del patrimonio naturale e storico della zona.

## Galleria d'immagini

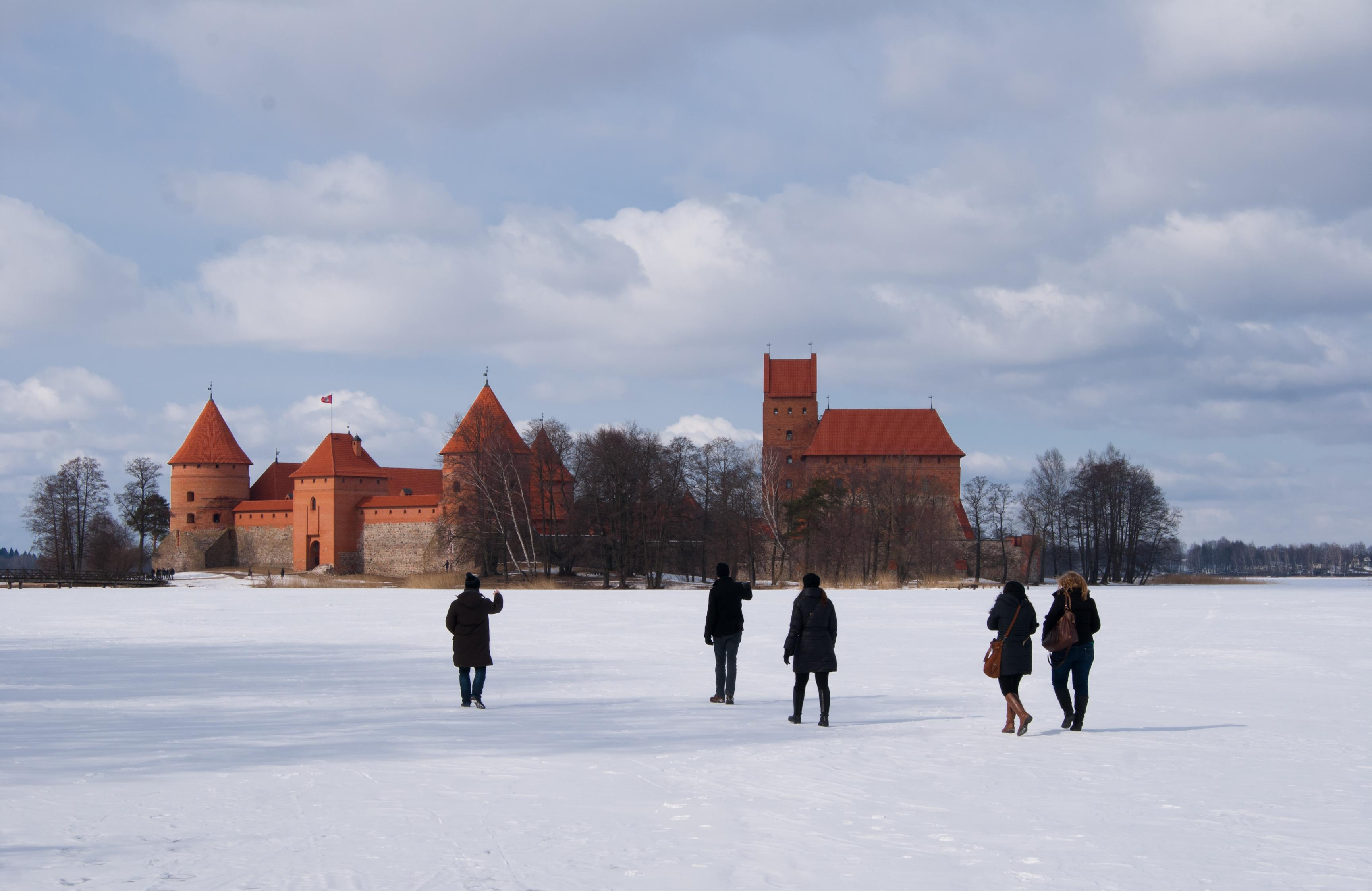
Il lago ghiacciato nel marzo 2013.
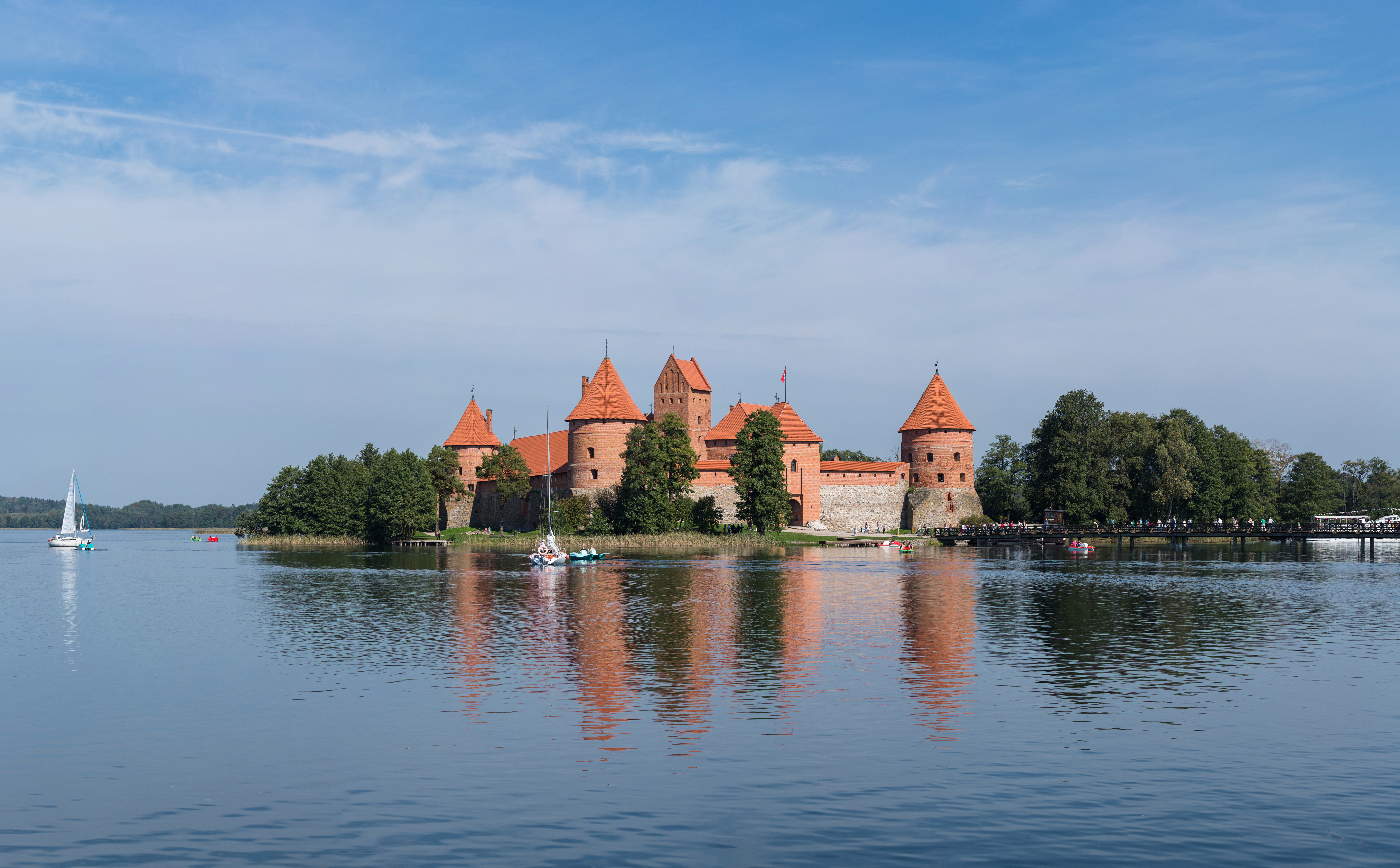
Il castello di Trakai.
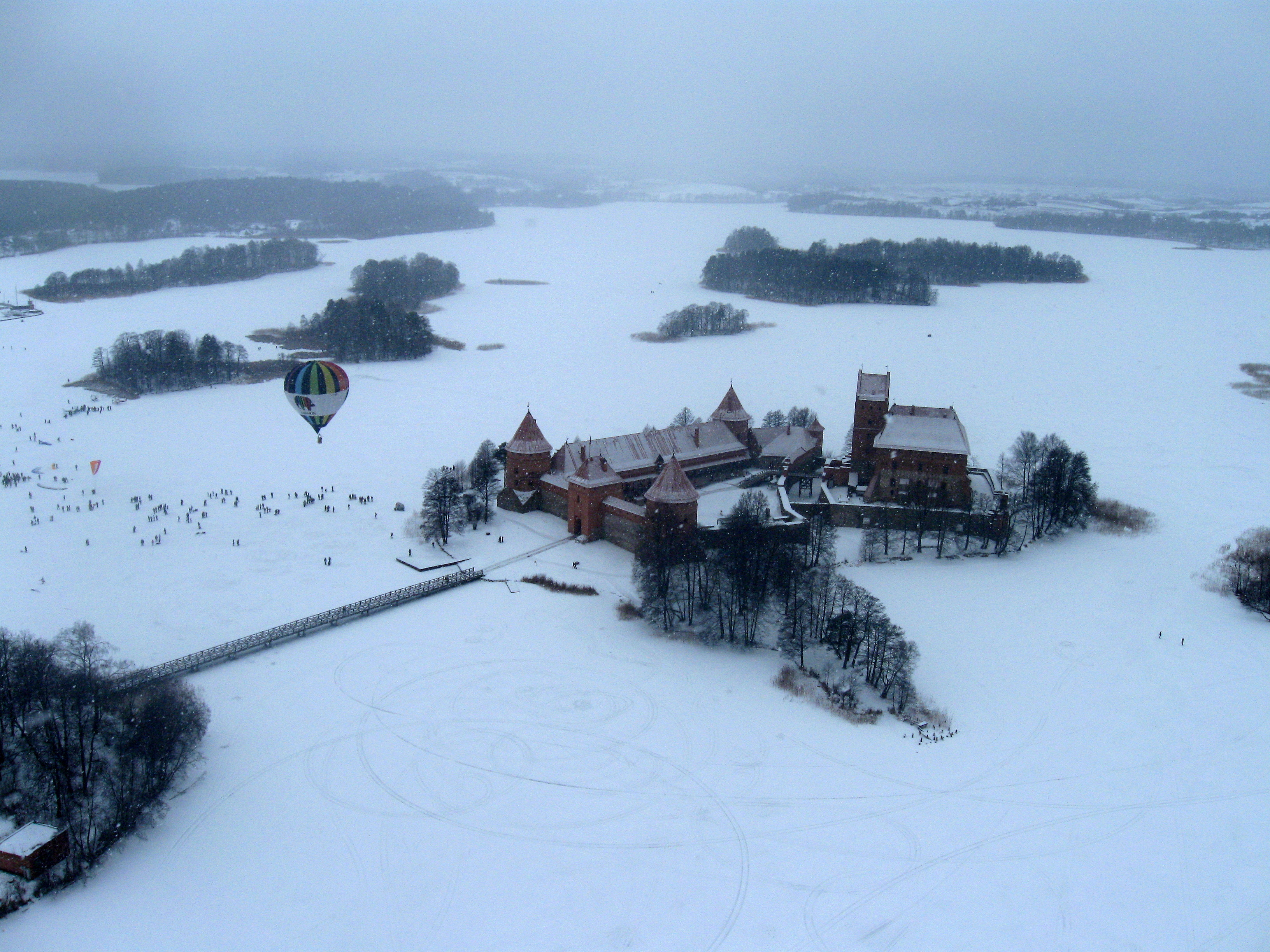
Immagine aerea del lago d'inverno.
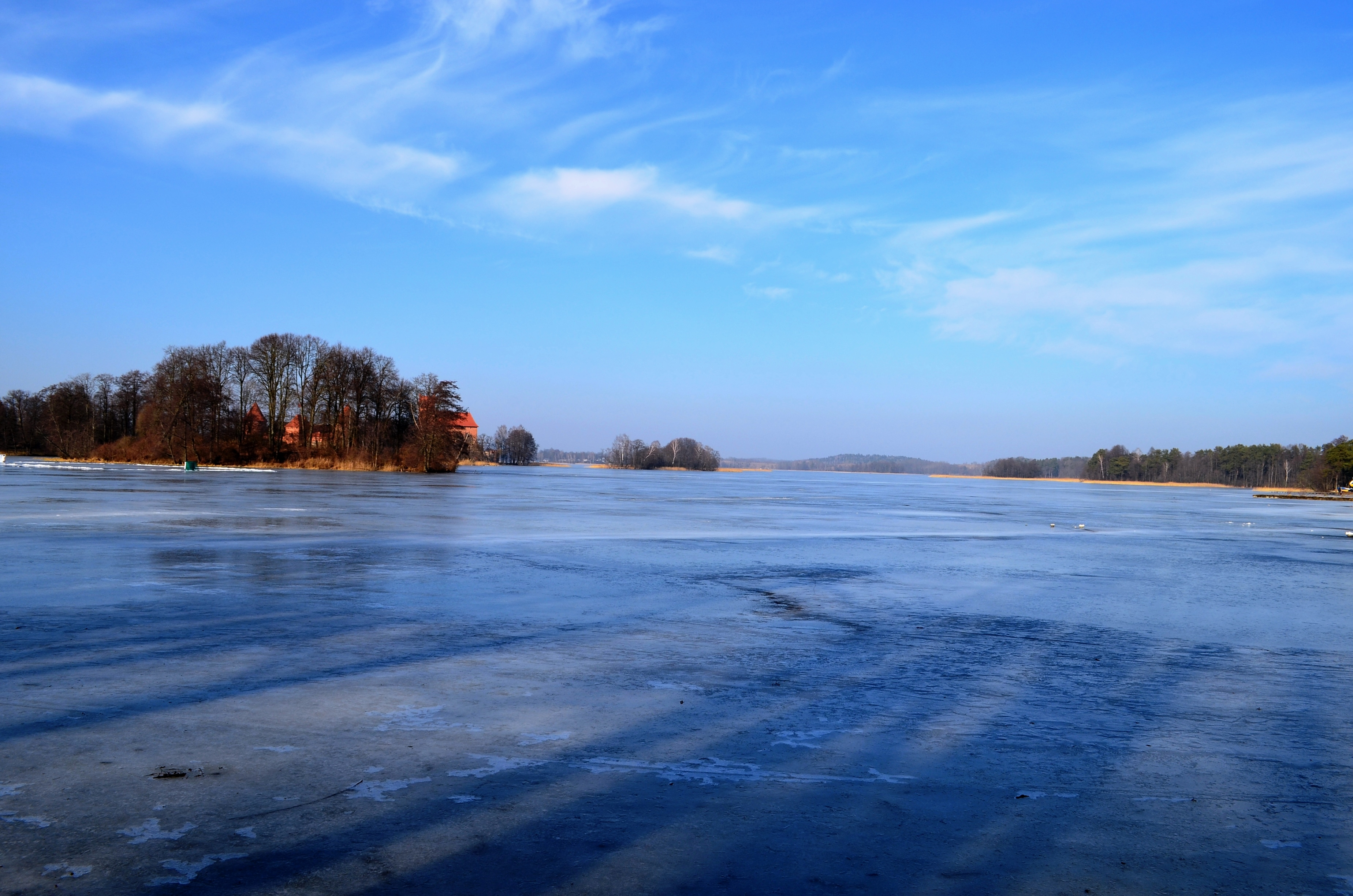
Il lago visto dalla sponda meridionale, febbraio 2015.